# Особняк И. С. Мальцова
Особняк И. С. Мальцова — особняк в стиле неоклассицизма постройки конца XIX века в Симеизе (современный адрес ул. Мальцовский спуск, 2, ранее — ул. Паустовского, 2). До недавнего времени детский санаторий «Пионер». Памятник градостроительства и архитектуры регионального значения.

## Дом И. С. Мальцова
На склоне холма, на большой выровненной площадке, недалеко от берега моря, Иван Сергеевич Мальцов в 1895—1896 годах построил для себя и семьи своего сына Сергея Ивановича, усадебный дом по проекту архитектора Котенкова подрядчиком Попандопуло. Двухэтажный особняк в неоклассическом стиле имел форму обращённой на север буквы «П», с симметричными ризалитами, выходящими на юг, между которыми размещался открытый балкон, установленный на колоннаде дорического ордера. Входы располагались с 4-х сторон, центральный, оформленный колоннами также дорического ордера с открытым балконом над ним, находился с северной стороны. С южной и западной сторон устроены открытые террасы, с чугунной и каменной балюстрадой. Напротив главного входа, в склоне холма, имелись два подземных помещения, в которых размещались гараж и кухня, на мысе Ай-Панда стояла электростанция мощностью 12,5 КВт.

### Внутреннее устройство дома
В доме было более 15 помещений. В высоком цоколе размещались кухня и служебные помещения дома. Сохранился акт национализации дворца, по которому примерно восстанавливается расположение и убранство помещений. В доме имелись передняя, две спальни, две детские комнаты, три гостиные, кабинет, бильярдная, столовая, пять комнат для размещения гостей, комнаты обслуживающего персонала и бытовые помещения. Сдача жилья внаём не предполагалось.
Парадный вход вёл в переднюю гостиную с камином, освещаемую электрическими люстрой на 4 лампы и двумя парами канделябров на 5 и 7 электрических ламп. Мебель включала четырёхугольный стол красного дерева, 3 стула из ясеня с точёными ножками, большой диван с высокой спинкой, украшенной деревянными рельефами, такие же рельефы украшали 4 стула, стоящие рядом с диваном. Там же, на колоннах стояли большие белые мраморные вазы, в углу — напольная японская ваза.
Столовая, находившаяся в центре здания, была самой большой комнатой в доме. В помещении было 5 дверей:4 вели в столовую и одна выходила на открытый балкон, на который смотрели и 2 окна. Столовая делилась ширмами на две половины, в каждой из которых был обеденный стол: в одной праздничный, раздвижной на 4-х ножках итальянской работы, на 18 человек, в другой — повседневный простой раздвижной. В каждой половине стояли буфеты, в них стояли столовые сервизы с красной и жёлтой каймой, рассчитанные на 18 персон и насчитывающие до 200 единиц различных предметов. Имелся камин, закрываемый экраном с резным украшением и 15 пейзажных полотен, закрытых стеклом, освещение давали две люстры и канделябры.
Большой кабинет окнами (закрывались наружными шторами-автоматами) выходил на восток. Имелись большой письменный стол с большим креслом с мягкой спинкой, несколько шкафов из красного дерева, дуба, а также различные шкафчики-этажерки, заполненные книгами, большой кожаный диван с высокой резной спинкой, два таких же стула у круглого столика для шахмат с мраморной доской: полированный круглый сигарный столик с креслами вокруг с кожаными сидениями и деревянными спинками. Большая гостиная первого этажа — комната с тремя окнами, выходящими на запад и юг, меблированная гарнитуром из карельской волнистой берёзы.
Спальня Ивана Сергеевича, в которую вели две двери, также имела три окна, закрывавшихся шторами-автоматами и драпированными кретоновыми занавесками. Обстановка состояла из двух платяных шкафов, овального комода, этажерки и зеркала: большого дубового стола с 4-мя обитыми кожей стульями. Большой книжный шкаф красного дерева с 3-мя застеклёнными дверями, ореховый шахматный столик, два мягких кресла, железная, трубчатая, разборная кровать. Рядом со спальной находились бытовые комнаты и комната камердинера.

Парадная лестница на второй этаж была украшена 33 литографиями в берёзовых полированных рамах с изображениями обороны Севастополя и картиной маслом «Вид Везувия» размером 2 на 3 м, на лестничной площадке. На втором этаже размещались бильярдная, две гостиных, спальни, комнаты для гостей. В центре находилась гостиная (обставленная мебелью из красного дерева), из которой был выход на открытую террасу, где в хорошую погоду ставили кресла и стулья. Малой гостиной попытались придать восточный колорит: низкий овальный столик, японская фарфоровая ваза и фарфоровая рыба, низкий турецкий диван.. Спальня Сергея Ивановича и его супруги Ирины Владимировны (урождённой Барятинской) была обставлена берёзовым гарнитуром, рядом находились спальни детей.

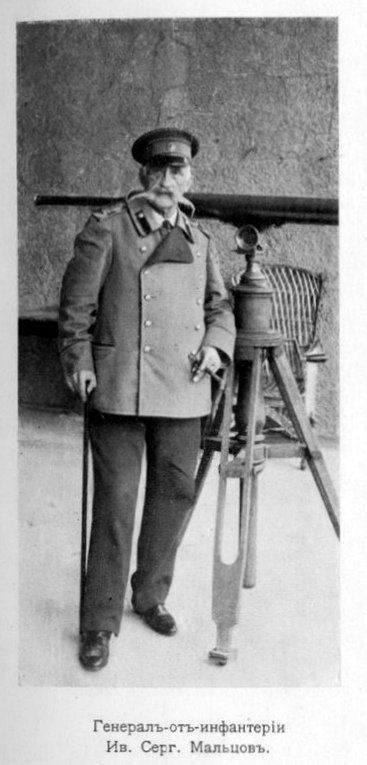
Иван Сергеевич Мальцов в кабинете, 1912 г.
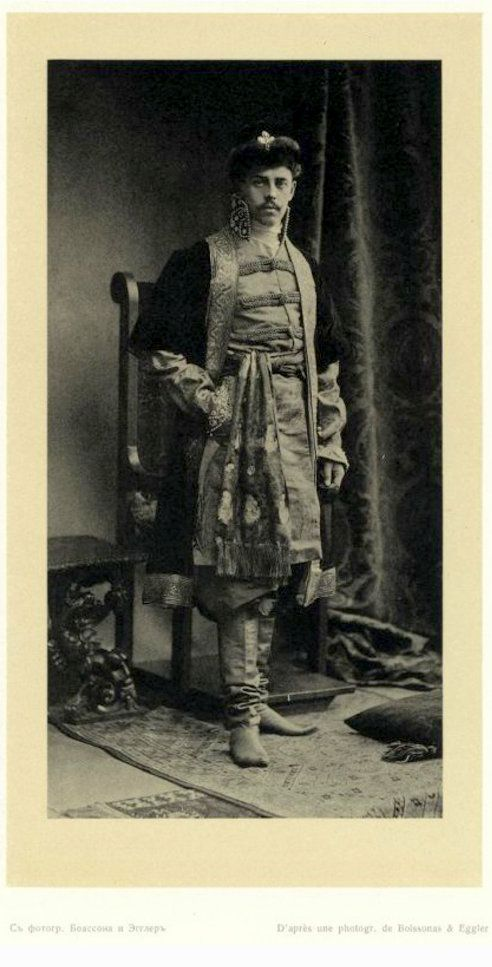
Сергей Иванович Мальцов, сын И. С. Мальцова, на костюмированном балу в Зимнем дворце, февраль 1903 г.
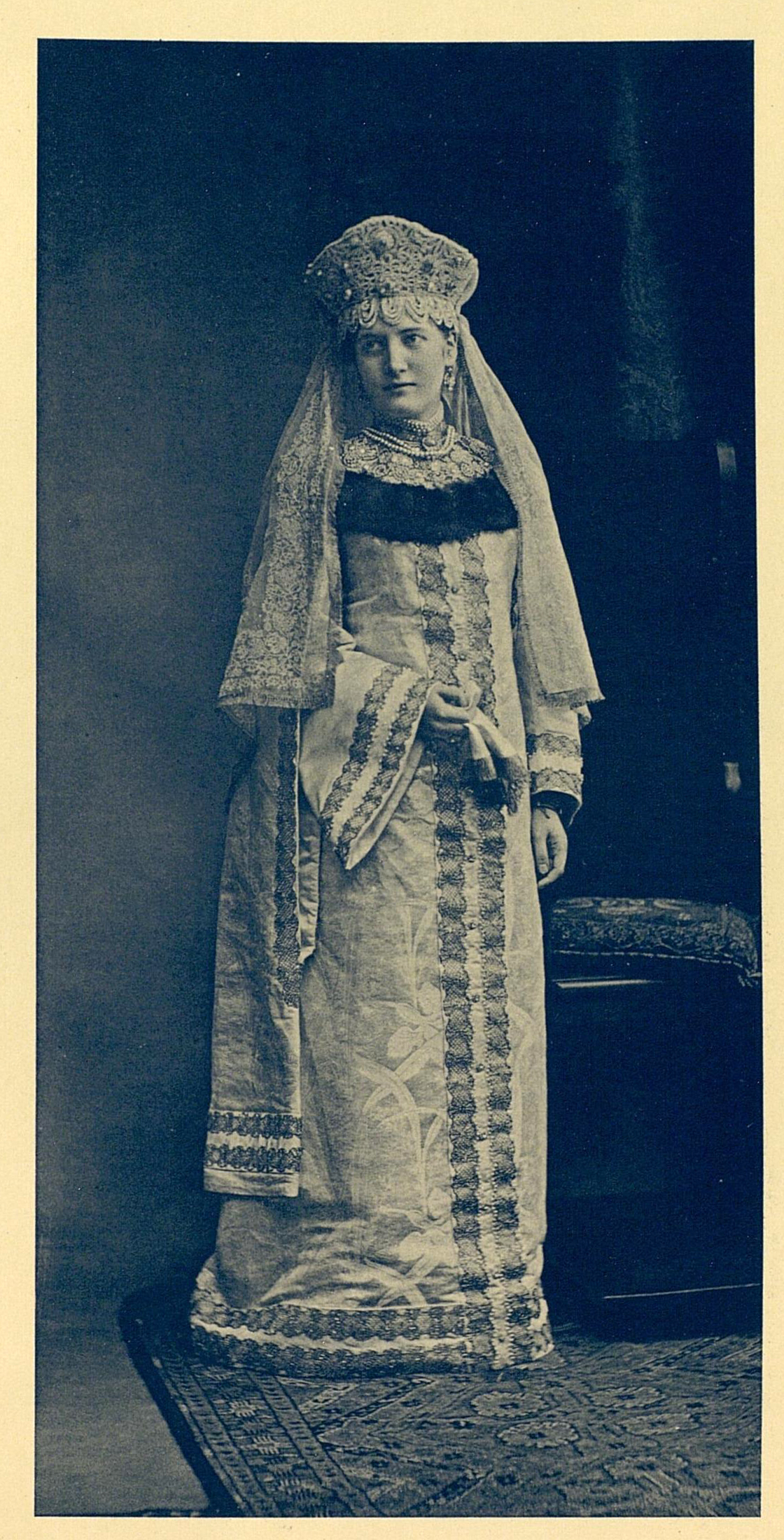
Ирина Владимировна Мальцова, урождённая Барятинская в костюме боярыни XVII века, 1903 г.
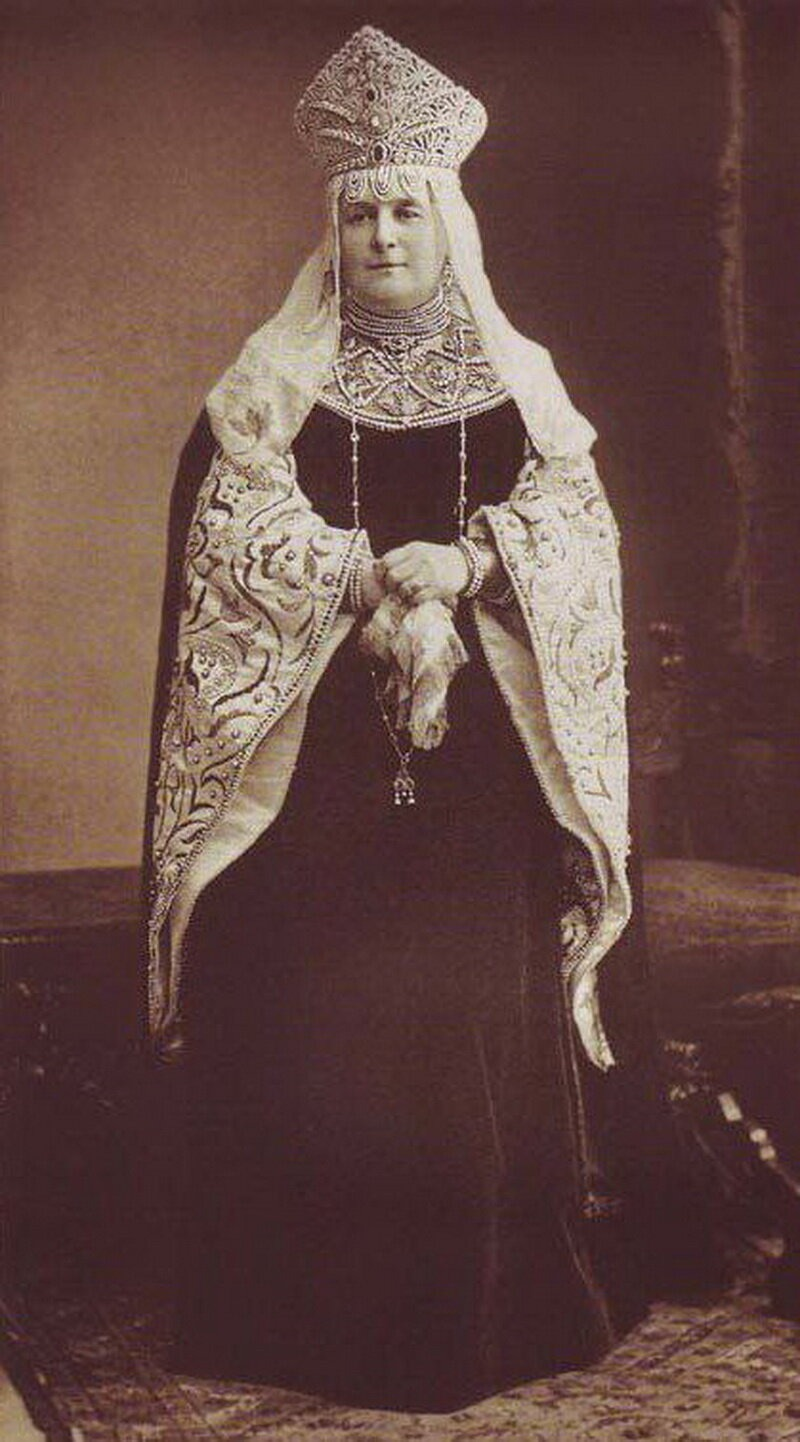
Н. А. Барятинская в карнавальном костюме княгини, 1903 г.
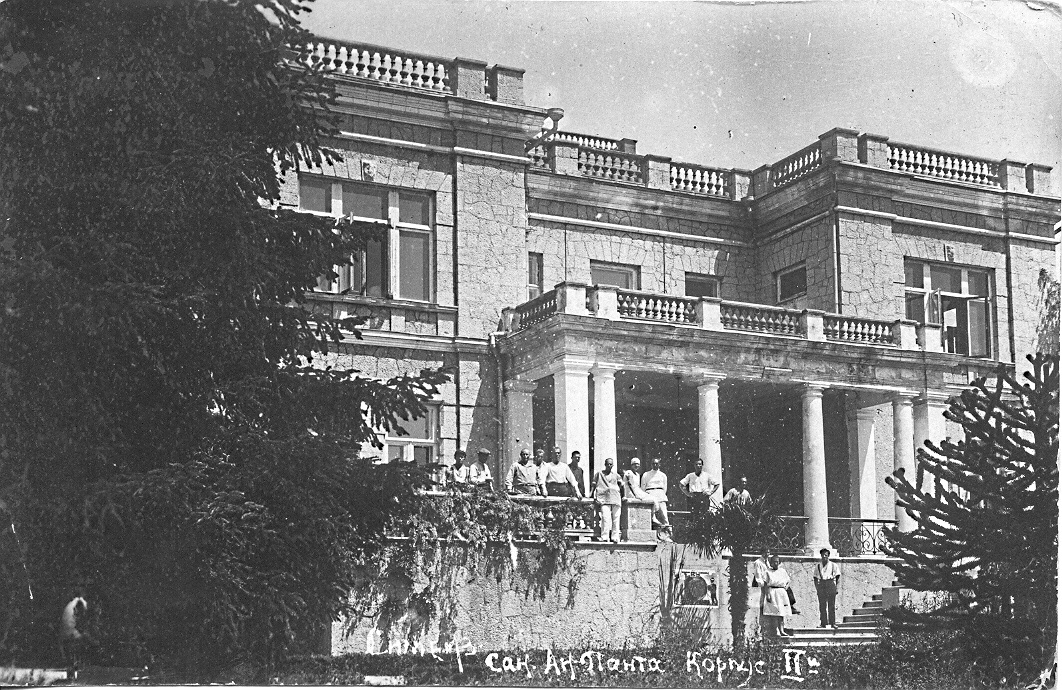
2 корпус санатория Ай-Панда, 1930 г.
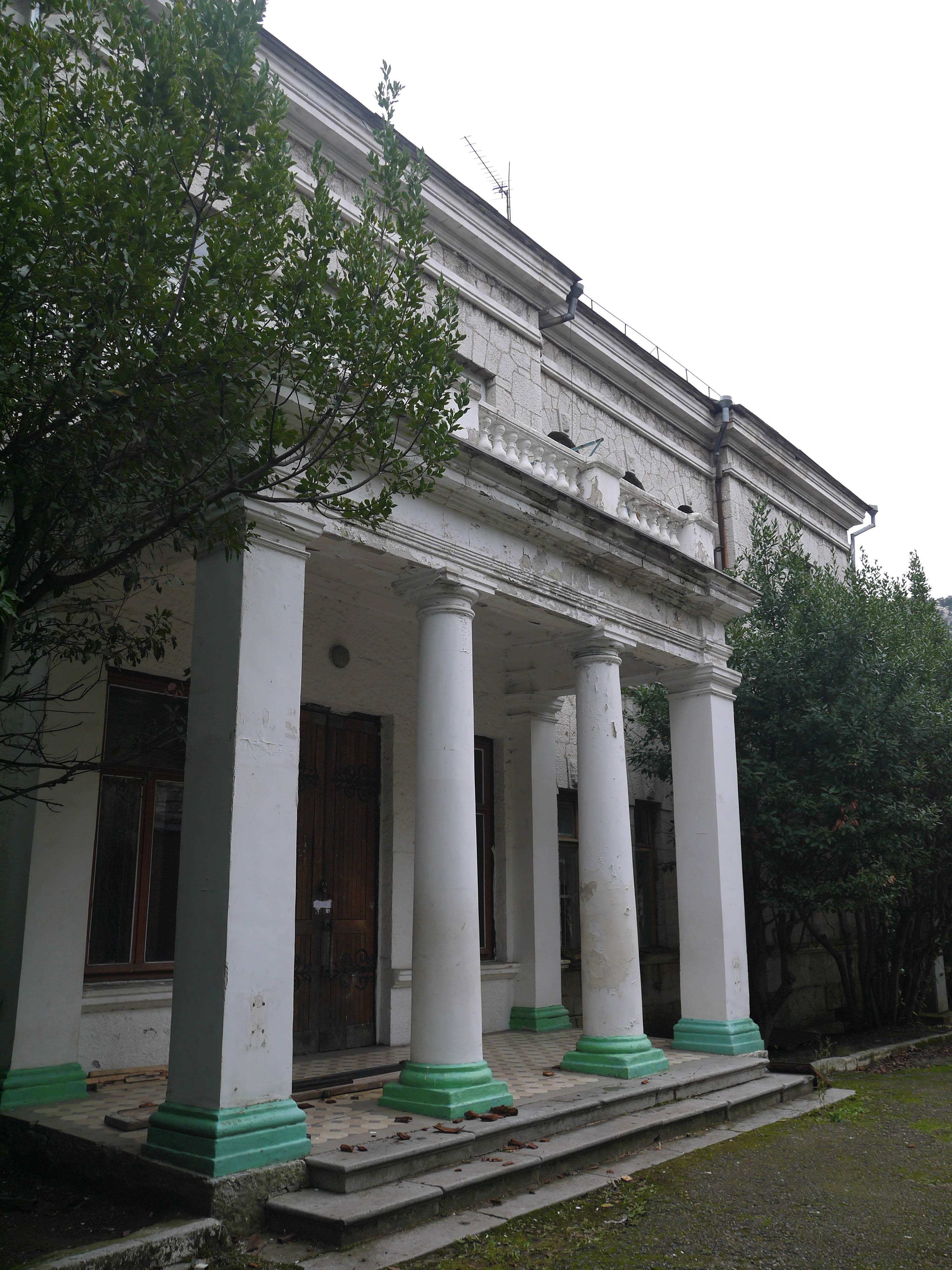
Состояние в 2019 г.
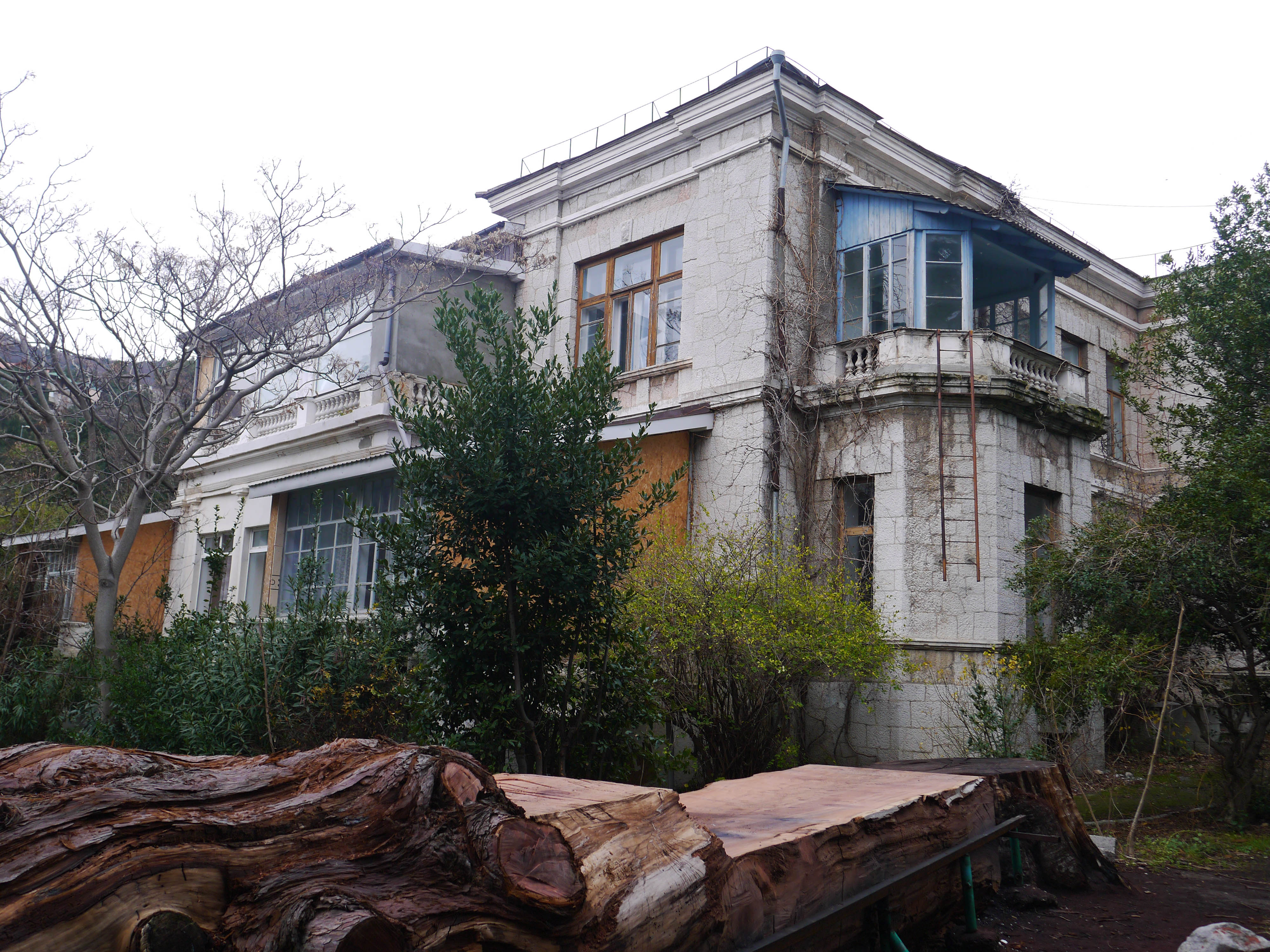
Состояние в 2019 г.

## После революции
Весной 1918 года отряд севастопольских моряков вошёл в Симеиз, начались обыски на дачах, в доме Ивана Сергеевича поселился комиссар посёлка. Но уже с конца апреля 1918 в Крым вошли немцы. В период Первого Крымского краевого правительства и после капитуляции Германии 11 ноября 1918 года, при Втором Крымском краевом правительстве, когда в Крым вступили части ВСЮР в доме Мальцовых наступило спокойствие. После занятия Крыма в апреле 1919 года частями Красной армии семья Мальцовых была эвакуирована англичанами на Мальту, а летом того же года, после перехода Крыма под власть войск А. И. Деникина (с 4 апреля 1920 года — П. Н. Врангеля), Мальцовы вернулись домой. 17 ноября 1920 года, в Ялту вступили части 51-й Перекопской стрелковой дивизии. 16 декабря 1920 года приказом председателя Революционного комитета Крыма были изъяты «из частного владения как разных ведомств, так и частных лиц все имения Южного берега Крыма в районе от Судака до Севастополя включительно» и передавались в ведение специально созданного Управления Южсовхоза. На Южном берегу начался красный террор: 7 декабря 1920 года Чрезвычайная тройка «Крымской ударной группы» управления особых отделов ВЧК при РВС Южного и Юго-Западного фронтов вынесла постановление о расстреле 315 человек. По приговору от 21 декабря 1920 года были расстреляны владелец дома 73-летний Иван Сергеевич Мальцов, проживавшие с ним сын Сергей Иванович Мальцов, 44-х лет с беременной 40-летней женой Ириной Владимировной и её мать, прикованная к инвалидному креслу княгиня Н. А. Барятинская 1847 года рождения.
Имение И. С. Мальцова было национализировано, на его базе вначале организовали рабочий клуб, в 1924 году детский санаторий Ай-Панда на 70 коек для детей с матерями, в 1928 преобразованный в «санаторий имени 10-летия советской медицины» для больных с тяжёлыми формами туберкулёза. В 1935 году здравница вновь стала детской с названием «Санаторий имени Первого слёта юных пионеров». Летом 1937 года в нём отдыхали 115 детей испанских коммунистов, вывезенных в Советский Союз во время гражданской войны, санаторий охранялся сотрудниками НКВД. В послевоенное время в бывшей усадьбе И. С. Мальцова (в зданиях особняка И. С. Мальцова и здании на мысе Ай-Панда) разместили детский противотуберкулёзный санаторий «Пионер» на 130 мест, в котором проходили лечение подростки 14—16 лет. Постановлением Совета Министров Автономной Республики Крым № 261 от 14 декабря 1992 года Симеизский садово-парковый комплекс, в том числе особняк И. С. Мальцова и дача Ай-Панда включили в список памятников архитектуры. На 2022 год санаторий не действует, здания постепенно приходят в негодность.